# NGC 392
NGC 392 је елиптична галаксија у сазвежђу Рибе која се налази на NGC листи објеката дубоког неба.
Деклинација објекта је + 33° 8' 0" а ректасцензија 1h 8m 23,3s. Привидна величина (магнитуда) објекта NGC 392 износи 12,7 а фотографска магнитуда 13,7. Налази се на удаљености од 64,025 милиона парсека од Сунца. NGC 392 је још познат и под ознакама UGC 700, MCG 5-3-62, CGCG 501-94, PGC 4042.